# Taubenturm (Haravilliers)
Koordinaten: 49° 10′ 25,5″ N, 2° 3′ 23,9″ O

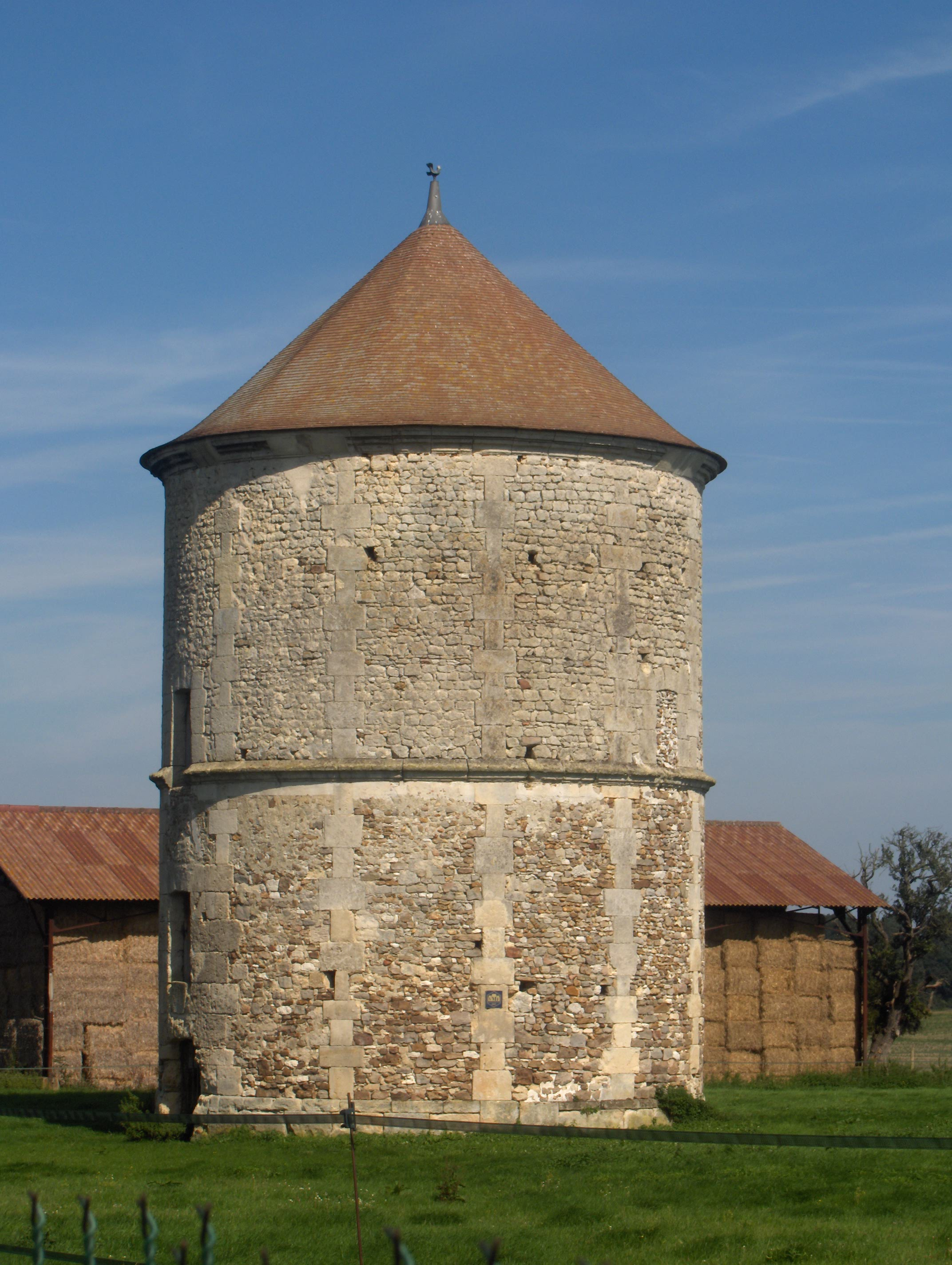
Taubenturm in Haravilliers

Der Taubenturm (frz. colombier) in Haravilliers, einer französischen Gemeinde im Département Val-d’Oise in der Region Île-de-France, ist ein Taubenturm, der im 17. Jahrhundert errichtet wurde. Das Bauwerk an der Rue du Colombier steht seit 1978 als Monument historique auf der Liste der Baudenkmäler in Frankreich.

## Beschreibung
Der runde Turm besteht aus Bruchstein und Hausteinen, die in gleichmäßigem Abstand horizontal als Fassadengliederung und Verstärkung des Mauerwerks eingefügt sind. Ein Gesims trennt die beiden Stockwerke. Die Öffnungen, die sich alle an der gleichen Seite befinden, sind rechteckig. Der Taubenturm wird von einem Dach mit flachen Ziegeln gedeckt. Im Inneren trägt eine Mittelsäule die Zwischendecke.